# أوسكار مونتالفو
أوسكار مونتالفو (بالإسبانية: Óscar Montalvo)‏ (20 مارس 1937 في بيرو - ) هو لاعب كرة قدم بيروفي في مركز الوسط. لعب مع ديبورتيفو لاكورونيا.